# Krasnyj Kutok
Krasnyj Kutok (ros. Красный Куток) – wieś w Rosji, w obwodzie biełgorodzkim, w rejonie borisowskim. W 2010 liczyła 556 mieszkańców.